# 談氏鏢鱸
談氏鏢鱸為輻鰭魚綱鱸形目鱸亞目河鱸科鏢鱸屬的其中一種，該物種分布於美國田納西河上游流域，體長可達2.9公分，棲息在中底層水域。